# Accent circonflexe en français

Les cinq lettres de l'alphabet portant un circonflexe en français.

Cette page contient des caractères spéciaux ou non latins. S’ils s’affichent mal (▯, ?, etc.), consultez la page d’aide Unicode.
L'accent circonflexe est l'un des cinq diacritiques utilisés en français. Il peut coiffer les voyelles a, e, i, o et u.
Il a trois fonctions principales, qui ne s'excluent pas :
- il précise la prononciation d'un a, d'un e ou d'un o ;
- il indique l'amuïssement d'une ancienne lettre ;
- il sert, fortuitement, de signe discriminant (c'est donc un diacritique au sens étymologique) permettant de distinguer des homophones.

Dans certains cas, le circonflexe ne joue aucun rôle linguistique précis et sa présence relève de l'histoire du mot.

## Premières utilisations
Le circonflexe est apparu pour la première fois en français (voire dans la typographie occidentale) au XVIe siècle.
C'est le grec ancien, tel que typographié à l'époque (et encore maintenant pour l'essentiel), qui lui a fourni ce diacritique, constitué simplement de la réunion d'un accent aigu et d'un grave. Il semble que l'anatomiste et grammairien Jacques Dubois, dit Sylvius, soit le premier à l'avoir importé pour sa langue (bien qu'il ait écrit en latin).
Plusieurs grammairiens de ce siècle ont tenté de lui donner un rôle dans l'orthographe de leur langue, rôle qu'il n'a pas forcément conservé. Il faut en effet attendre le XVIIIe siècle pour que son utilisation soit normalisée et devienne proche de celle qu'on lui donne aujourd'hui.

### Chez Jacobus Sylvius

Circonflexes de Sylvius.

Sylvius fait du circonflexe l'indicateur de diphtongues graphiques (ou fausses diphtongues, puisque le français de cette époque n'a déjà plus de diphtongues prononcées). Il indique la motivation de ses choix dans son ouvrage Iacobii Sylvii Ambiani In Linguam Gallicam Isagoge una, cum eiusdem Grammatica Latinogallica ex Hebraeis Graecis et Latinus authoribus (« Une introduction à la langue gauloise [française] ainsi que sa grammaire à partir d'auteurs hébreux, grecs et latins », éditée par Robert Estienne en 1531), sorte d'étude grammaticale de la langue française écrite en latin dans laquelle il s'appuie principalement sur la comparaison entre les langues antiques et le français pour expliquer les spécificités de sa langue (à cette époque, on ne conçoit pas encore de décrire une langue moderne autrement que par rapport aux modèles grec et latin). On lit, au début de l'ouvrage (10e page non numérotée), la liste de ses conventions typographiques. Il y présente brièvement le circonflexe, qui sera décrit en détail plus loin :
- aî, eî, oî, oŷ, aû, eû, oû, diphthongorũ notæ, vt maî, pleîn, moî, moŷ, caûſe, fleûr, poûr, id eſt maius, plenus, mihi, mei, cauſa, flos, pro.
- Traduction : « aî, eî, oî, oŷ, aû, eû, oû, sont les représentations des diphtongues, comme dans maî, pleîn, moî, moŷ, caûse, fleûr, poûr, c'est-à-dire, en latin, maius, plenus, mihi, mei, causa, flos, pro. »[n 2]

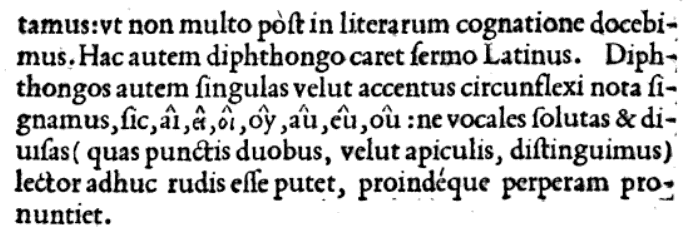
Extrait de In Linguam Gallicam Isagoge de Sylvius.

Sylvius est bien conscient qu'il s'agit dans ce cas d'une notation purement graphique car il reconnaît que de diphtongues, ces digrammes ne portent que le nom (ce qui suit ne concerne que aî ; page 8) :
- Nanque [sic] aî Græcis propriam, Latinis quibuſdam poetis vſurpatam, non æ, ſeu ε cum Græcis : non aï diuiſas vocales cum poetis Latinis, ſed aî vna ſyllaba vtriuſque vocalis ſonum leniter exprimente, pronuntiamus [...].
- Traduction : « En effet [Sylvius vient d'indiquer que les voyelles des diphtongues françaises sont rarement séparées], pour aî, diphtongue propre au grec et empruntée par quelques poètes latins, nous ne la prononçons pas æ [c'est-à-dire aé /ae/, comme en latin] mais plutôt ε [c'est-à-dire è /ɛ/], comme en grec : ce n'est pas aï avec les voyelles séparées, comme chez les poètes latins, mais aî, en une seule syllabe, le son de chaque voyelle étant légèrement exprimé. »[n 3]

L'accent circonflexe s'oppose, pour les mêmes groupes de lettres, au tréma (placé aussi entre les deux voyelles). Le problème est que, comme le signale Sylvius, on ne trouve que peu de cas pour lesquels les lettres de ces groupes doivent être prononcées séparément : traî (« je trais ») ~ traï (« je trahis »), ce qui est normal : le français de cette époque n'a plus de diphtongues réelles, les quelques cas signalés étant plutôt des coalescences, comme pour trahis, qui ne se prononce du reste pas comme l'anglais try /traj/. Sylvius fait cependant grand usage de ses trémas pour la notation des sons grecs ou latins. Cette notation opposant les diphtongues graphiques aux « diphtongues » orales est cependant tout artificielle pour le français. L'accent circonflexe ne se justifie pas, le tréma suffisant amplement pour les quelques formes ambigües (dont voilà un exemple).
De cette notation, il ne reste rien dans l'orthographe actuelle, qui n'a gardé que le tréma (Sylvius n'en est cependant pas l'inventeur). Pourtant, ce grammairien met le doigt sur un problème important ; il explique en effet qu'à son époque eu est une graphie ambigüe :
- c'est soit [y] comme dans sûr, mûr, écrits ſeûr, meûr ;
- soit [œ] comme dans cœur, sœur, écrits par Sylvius au moyen d'un accent circonflexe surmonté d'un macron : ceû̄r, ſeû̄r.

Or cette ambigüité sera, plus tard, bel et bien levée au moyen du circonflexe (seur → sûr). Sylvius avait tout de même ouvert la porte aux réflexions sur la manière d'utiliser des signes auxiliaires pour bien écrire.

### Chez Étienne Dolet
Étienne Dolet, dans sa Maniere de bien traduire d'une langue en aultre : d'aduantage de la punctuation de la langue Francoyse, plus des accents d'ycelle (1540), utilise le circonflexe (écrit cette fois-ci entre deux lettres) pour marquer trois métaplasmes :
1. La syncope[n 4] (disparition d'une syllabe interne) : laiˆrra, paiˆra, uraiˆment (vraiˆment)[3], donˆra pour laiſſera (laissera), paiera, uraiemẽt (vraiment), donnera. Il ne faut pas perdre de vue qu'avant le XIVe siècle, le e caduc écrit est prononcé en toute position. On disait donc paiera [pɛəra] et non [pɛra]. C'est à partir de cette époque, cependant, que le e caduc a commencé à s'amuïr en hiatus, ce dont attestent les formes syncopées citées par Dolet, qui sont maintenant les seules correctes (paiera prononcé [pɛra], vraiment). D'autres syncopes citées, cependant, ne sont pas restées (la voyelle a été réintroduite par suite de réfections) et choquent l'oreille : laiˆrra [lɛra] (maintenant /lɛsəra/ ou /lɛsra/), donˆra [dɔ̃ra] (maintenant /dɔnəra/ ou /dɔnra/) ;
2. L'haplologie (suppression de phonèmes répétés ou proches). Dolet cite des formes qui, actuellement, ne se disent plus : auˆous (avˆous), nˆauous (nˆavous) pour auez uous (avez-vous) et n'auez uous (n'avez-vous) ;
3. La contraction d'un é suivi d'un e caduc de féminin au pluriel, possible en poésie, qui donne un é long [eː] (rappelons que le e caduc en fin de mot a été prononcé jusqu'au XVIIe siècle). Toutes les formes que Dolet cite sont les seules considérées normales actuellement (si l'on oublie la quantité longue). Par exemple : penseˆes [pɑ̃seː], ſuborneˆes (suborneˆes) pour pensées [pɑ̃seə], ſubornées. Dolet précise bien qu'il faut se garder d'écrire l'accent aigu quand on note la contraction. Cette contraction peut se présenter dans d'autres mots : aˆage [aːʒə] pour aage [aaʒə] (âge)[n 5].

Dolet fait donc du circonflexe la marque des phonèmes amuïs : c'est bien une des principales fonctions actuelles de ce diacritique en français. Cependant, des exemples qu'il donne, peu utilisent encore cet artifice, hormis âge : dans vraiment, l'ancien e en hiatus n'est simplement plus écrit, dans les féminins pluriels comme pensées, aucune modification n'a été apportée, vraisemblablement pour conserver les marques flexionnelles, utiles à la lecture. Son témoignage offre un double intérêt : outre pour l'histoire de la typographie, il s'avère important pour la phonétique historique du français et permet de savoir que c'est à son époque que le e caduc (et d'autres voyelles) en hiatus a commencé à s'amuïr.
On peut laisser Dolet conclure lui-même : Ce ſont les preceptions [préceptes], que tu garderas quant aux accents de la langue Francoyse. Leſquels auſsi obſerueront tous diligents Imprimeurs : car telles choſes enrichiſſent fort l'impreſsion, & demõſtrent [démontrent], que ne faiſons rien par ignorance.

## Indication du timbre des voyelles
Note : on ne traite maintenant, sauf mention contraire, que du circonflexe tel qu’il est utilisé actuellement.
La présence d'un circonflexe sur a, e et o note dans la majorité des cas un changement de prononciation dans le français standard.
- â → /ɑ/ (a vélaire ou « postérieur ») ;
- ê → /ɛ/ (è ouvert ; équivalent de ‹ è › ou d'un ‹ e › suivi de deux consonnes) ;
- ô → /o/ (o fermé ; équivalent d’un ‹ o › en fin de syllabe ou devant s).

C'est parfois la seule raison expliquant la présence d'un tel accent dans un mot, qui disparaît dans la dérivation si la prononciation change : infâme [ɛ̃fɑm] (mais infamie /ɛ̃fami/), grâce /gʁɑs/ (mais gracieux /gʁasjø/), fantôme /fɑ̃tom/ (mais fantomatique /fɑ̃tɔmatik/). Toutefois, le ê demeure dans ces cas, pouvant être prononcé soit /e/ (ou é) soit /ɛ/ (ou è) selon le contexte, c'est-à-dire selon que la syllabe est fermée ou ouverte. On remarque cette variation dans certaines racines telles que bête /bɛt/, qui donne bêtise /be.tiz/, ainsi que dans les verbes dont la dernière syllabe de la racine contient ê, tels que fêter (je fête /fɛt/, mais nous fêtons /fe.tõ/) ou pêcher (je pêche /pɛʃ/, mais pêcher /pe.ʃe/). En cela, la graphie ê fonctionne exactement comme les digrammes ei et ai, ainsi que le e suivi de plusieurs consonnes, dont la prononciation ouverte (è) ou fermée (é) dépend également de la position (syllabe ouverte ou fermée), comme pour les verbes "blesser" et "peigner".
Dans des mots empruntés au grec ancien, il note sporadiquement la présence d’un oméga (ω) dans le mot quand le o se prononce /o/ (bien qu’oméga ait été prononcé /ɔː/, c’est-à-dire « o » long ouvert, en grec ancien) : diplôme (de δίπλωμα), cône (κῶνος). La règle n'est pas cohérente puisque l'on trouve des mots d'origine grecque sans le circonflexe, comme axiome (ἀξίωμα), qui se prononce traditionnellement /aksjom/.
Outre le changement de timbre, l'accent note parfois l'allongement de la voyelle, du moins pour certains locuteurs. Dans de nombreux accents, les oppositions de timbre entre les allophones des phonèmes /a/, /e/ et /o/ ne sont pas systématiquement respectées et ne fonctionnent qu'en variante combinatoire. C'est le cas, généralement, dans le sud de la France, où les locuteurs n'opposent pas /ɛ/ et /e/ / /ɔ/ et /o/ en syllabe ouverte. On prononce alors « dôme » [dɔm] et non [dom], par exemple. D'autre part, /ɑ/ a disparu de l'usage majoritaire en France. Le mot « âme » se prononce donc également [am]. Or, ces distinctions sont bien vivantes dans des régions de la Francophonie telles que le Québec.

## Indication de l'amuïssement d'une lettre
Dans de nombreux cas, un accent circonflexe indique que le mot contenait une lettre maintenant disparue parce que le phonème qu'elle notait s'est amuï avec le temps.

### Disparition d'un anciens
C'est, de loin, le phénomène le plus célèbre. La majorité des cas provient d'un /s/ en position appuyante, c'est-à-dire devant une autre consonne. Le /s/ devant une consonne s'est amuï au XIe siècle, entrainant un allongement compensatoire (et une fermeture permanente de la voyelle /o/), lequel s'est effacé après le XVIIIe siècle. Des néologismes postérieurs, cependant, ont pu introduire dans le lexique français de nouveaux mots contenant un /s/ appuyant. Comme on va le voir, la situation est complexe.
Bien que la graphie ait longtemps gardé la présence de ce /s/, on ne s'est décidé qu'au XVIIIe siècle (dès l'édition de 1740 du dictionnaire de l'Académie française) de s'en débarrasser et de noter cette disparition par le recours systématique à l'accent circonflexe, ce qui, de plus, permet de préciser la prononciation de certaines voyelles le portant, comme o.
Au XVIIe siècle, pourtant, quelques tentatives de modification de la graphie avaient vu le jour, sans grand succès. Pierre Corneille, à qui l'on doit aussi l'opposition entre é et è, utilisait dans ses textes le s long, ſ, pour indiquer qu'un s amuï allongeait la voyelle précédente et supprimait les s muets. Il donne les exemples suivants dans son avis au lecteur du Théâtre de P. Corneille, reveu [= revu] et corrigé par l'autheur (1664) :
- s prononcé : peste, funeste, chaste, resiste, espoir ;
- s amuï suivant une voyelle allongée par sa chute : tempeſte, haſte, teſte ;
- s muet sans incidence sur le mot (ceux-ci s'écrivant à l'époque avec un s après le premier é) : vous étes, il étoit [= était], éblouir, écouter, épargner, arréter (mais arreſte !, avec un /e/ long, ce verbe connaissant une alternance)[5].

La formation de mots savants ou récents tirés de radicaux dans lesquels un /s/ est en position appuyante a amené des familles de mots à utiliser, ou non, le circonflexe, selon que le /s/ est prononcé (dans des mots formés ou empruntés après 1066, qui n'ont donc pas connu l'amuïssement du /s/ appuyant, ou empruntés à des langues dans lesquelles ce phénomène n'a pas eu lieu) ou non (mots plus anciens). Dans certains mots anciens, cependant, le /s/ en position appuyante, qui s'est nécessairement amuï, n'a pas été corrigé dans la graphie ou bien a été replacé par influence d'un autre mot proche. Par influence de la graphie sur la prononciation, il a même pu de nouveau être audible.
Voici quelques exemples de mots issus d'un même radical latin :
- feste (première attestation : 1080) → fête, mais :
  - festin : emprunté au XVIe siècle à l'italien festino, d'où le maintien du /s/,
  - festoyer (vers 1170), prononcé fétoyer jusqu'à la fin du XIXe siècle (écrit avec ou sans s), époque à laquelle le s a été restauré dans la graphie puis dans la prononciation par analogie avec festin,
  - festivité : mot emprunté au latin festivitas au XIXe siècle, ce qui explique le maintien du /s/ appuyant,
  - festival : mot emprunté à l'anglais festival au XIXe siècle, d'où le maintien du /s/ appuyant.

- Teste (vers 1050) → tête, mais :
  - test (fin du XVIIe) : emprunt à l'anglais, d'où le maintien du /s/.

- Fenestre (vers 1135) → fenêtre, mais :
  - défenestrer (deuxième moitié du XXe siècle) : la formation tardive explique le maintien du /s/, le mot ayant été inspiré par le radical latin fenestra.

- Castel (fin du Xe siècle) → château, mais :	 	
  - castel- dans de nombreux toponymes (Castelnaudary, Castelnau, Casteljau...). Ces toponymes d'origine occitane n'ont pas suivi la même évolution que les mots d'oïl, bien qu'issus d'un même étymon.

- Ospital (vers 1170) → hôtel/hôpital, mais :
  - hospitaliser (début du XIXe siècle) : de formation tardive à partir de l'étymon latin, d'où le maintien du /s/ appuyant.
  -  hospitalité

Et aussi :
- mesme → même (du latin populaire : meïsme) ;
- bastir → bâtir (mais bastide, par l'occitan) ;
- Benoist → Benoît ;
- beste → bête ;
- conqueste → conquête ;
- coste → côte ;
- creistre → croître ;
- evesque → évêque ;
- forest → forêt ;
- isle → île ;
- ostel → hôtel ;
- pasle → pâle,
- Pasques → Pâques,
- Pentecoste → Pentecôte, etc.

Il convient de noter que dans de nombreux mots anglais empruntés au normand (et parfois revenus au français plus tard), un s devant une consonne sourde se prononce, au contraire de l'étymon français : forest ~ forêt, feast ~ fête, beast ~ bête, hospital ~ hôpital, etc. En effet, ces mots ont été apportés en Angleterre lors des conquêtes de Guillaume le Conquérant (bataille de Hastings, 1066) à une époque où ils se prononçaient encore en français. L'anglais n'ayant pas connu l'amuïssement, la consonne est restée. Au contraire, le s devant une consonne sonore est amuï dans les deux langues : isle [aɪɫ] ~ île car à l'époque de Hastings, il était déjà muet en français (ou normand). La séquence /s/ + consonne sonore (notée ici G) a en effet évolué plus vite que la séquence /s/ + consonne sourde (notée K) :
- /s/+/G/ → /zG/ → /G/ (avant 1066) ;
- /s/+/K/ → /K/ (après 1066).

### Disparition d'autres lettres
Outre s, d'autres lettres amuïes ont été représentées par un accent circonflexe. C'est le cas des voyelles en hiatus dont la première ne se prononçait plus ou qui s'était contractée avec la suivante :
- aage → âge ;
- baailler → bâiller ;
- piquure → piqûre ;
- saoul → soûl (les deux orthographes étant admises) ;

Le cas est fréquent dans des mots où -u est issu d'anciennes diphtongues médiévales ëu /ey/ (le tréma n'est pas écrit à l'origine) venues à se prononcer /y/ mais écrite de manière conservatrice eu. Il faut attendre la fin du XVIIIe siècle pour que la graphie, hésitant entre ëu (le tréma sert aussi, en français, à marquer une voyelle muette), eu ou û, se fixe sur û :
- deu → dû (de devoir) ;
- meu → mû (de mouvoir) ;
- creu → crû (de croître) ;
- seur → sûr ;
- cruement → crûment ;
- meur → mûr.

Certaines formes ont été concernées qui, aujourd'hui, ne prennent plus l'accent : seü → sû → su (de savoir) ou peu → pû → pu. Pour les verbes, en vertu de l'analogie, les participes passés en -u ne prennent un accent que pour éviter les homographies possibles (voir plus bas).
Dans le cas du mot dîme, l'accent circonflexe provient de l'amuïssement d'un x :
- dixme → dîme : la 4e édition du Dictionnaire de l'Académie française (1762) note qu'« on ne prononce point l'X qui ne sert qu'à allonger la première syllabe »[7]. L'édition suivante (1798) adoptera la graphie dîme.

## Autres cas
Parfois, l'accent circonflexe n'a pas d'origine précise. Il peut, par exemple, être ajouté à un mot pour le rendre plus prestigieux : c'est le cas dans trône, prône ou suprême. D'autre part, à la première personne du pluriel du passé simple de l'indicatif, l'accent circonflexe n'a été ajouté que par analogie avec celui, motivé, de la deuxième personne du pluriel :
- latin cantavistis → ancien français chantastes → chantâtes (après amuïssement du /s/ appuyant) ;
- latin cantavimus → ancien français chantames → chantâmes (par contamination avec chantâtes).

Cet accent est maintenant obligatoire aussi bien à la première qu'à la deuxième personne du pluriel du passé simple .
Parfois, la seule explication est une probable imitation d'un autre mot où l'accent se justifie : traître imite maître (de maistre), drôle imite rôle (où l'accent ne sert qu'à préciser la prononciation fermée du /o/).

## Signe discriminant
Alors que, normalement, c'est l'accent grave qui sert principalement de signe discriminant en français (là ~ la, où ~ ou, çà ~ ça, à ~ a, etc.), le circonflexe, pour des raisons historiques, en est venu à jouer un rôle semblable. En fait, les cas d'homographies évitées sont quasiment tous explicables par les raisons qu'on a vues plus haut : il serait donc faux de dire qu'il est dans certains mots un signe discriminant qu'on aurait ajouté comme on l'a fait avec l'accent grave. De fait, il permet cependant de lever des ambiguïtés, ce qui, dans les mots en u issu de eu, lui a permis d'être parfois conservé. On a en effet montré que les accents circonflexes issus d'anciennes diphtongues eü monophtonguées en ëu [y] puis écrites u ont été éliminés sauf quand ils s'avéraient utiles en cas d'homographie, comme pour su ─ et non *sû ─ venant de seü/sëu.
Les couples suivants sont à noter :
- sur ~ sûr(e)(s) (de seür → sëur) : l'homographie avec l'adjectif sur(e), « aigre », justifie le maintien de l'accent au féminin et au pluriel[9] ;
- du ~ dû (de deü) : comme l'homographie disparait aux formes fléchies du participe passé, on a dû mais dus / due(s)[10] ;
- mur ~ mûr(e)(s) (de meür)[9] : le maintien de l'accent à toutes les formes ainsi qu'aux dérivés (mûrir, mûrissement) doit être signalé ;
- cru ~ crû(e)(s) (de creü) : le maintien de l'accent à toutes les formes évite les confusions avec les allomorphes de l'adjectif cru[11] ;
- chasse ~ châsse : là, l'accent de châsse n'indique que la prononciation vélaire du /a/. Le fait qu'il existe un homographe semble secondaire mais peut justifier le maintien du circonflexe. Le caractère discriminant de l'accent apparait donc concomitant à son rôle phonétique[9] ;
- vous dites (présent) ~ vous dîtes (passé simple, de deïstes puis distes) : le caractère discriminant du circonflexe est là aussi dû au hasard[12] ;
- il parait (imparfait de parer) ~ il paraît (présent de paraître issu de paroist) : accent discriminant fortuit[13] ;
- dans le mot piqûre, l'accent, originellement présent pour marquer l’existence de l’ancienne diphtongue ëu/eu (on trouve picqueure dans l'édition de 1694 du Dictionnaire de l'Académie) et qui a survécu, à l’inverse de tous les autres termes au suffixe -ure (comme coupure ou morsure) et alors même que son maintien était hésitant (on trouve ainsi piquûre, en 1746, dans l’Histoire de l’Académie royale des sciences mais déjà piquure, en 1787, dans L’agronome ou dictionnaire portatif du cultivateur), car il a servi à symboliser une seconde chute, celle du premier u (devenu superfétatoire pour la prononciation), n’a pas disparu à nouveau ensuite parce que cette seconde chute, sans le circonflexe qui, à la manière d’un tréma, symbolise le fait que le u ne fait pas partie du digramme normal qu mais qu'il se prononce bien[14], aurait introduit une possible hésitation dans la prononciation (cette possible hésitation n’a cependant pas effrayé les concepteurs des rectifications orthographiques en 1990, qui ont recommandé la forme piqure).

## Cas notables
- La dernière voyelle d'un verbe à la troisième personne du singulier au subjonctif imparfait porte toujours un accent circonflexe[15], pour des raisons étymologiques : ancien français (qu'il) chantast → (qu'il) chantât, (qu'il) conëust → (qu'il) connût ; la présence de cet accent peut complètement modifier le sens d'une phrase. Par exemple,
  - « Je rêvais d'une femme qui fût belle » (verbe à l'imparfait du subjonctif)
  - a une signification très différente de
  - « Je rêvais d'une femme qui fut belle » (verbe au passé simple ; cet exemple est dû à Jacques Cellard) ;
- le verbe haïr est l'un des seuls qui, au passé simple de l'indicatif et au subjonctif imparfait, ne prennent pas le circonflexe attendu, car la voyelle qui devrait en être frappée a déjà le tréma : nous haïmes, vous haïtes, qu'il haït[16] ;
- l'accent circonflexe, lorsqu'il frappe un radical verbal, se maintient par analogie même si la prononciation est modifiée : je rêve (de je resve) [ʁɛv] mais rêver [ʁeve], et en pratique le ê se prononce /e/ (é) ou /ɛ/ (è) selon qu'il est en syllabe ouverte ou fermée (par contre, en français québécois, on prononce respectivement rêve [ʁɛːv] ou [ʁaɛ̯v], rêver [ʁɛːve]) ;
- le maintien du /s/ appuyant amuï dans la flexion du verbe être (de estre) s'explique par sa fréquence d'emploi : il est n'est jamais devenu *il êt ;
- l'alternance que suivent les verbes de la famille de naître, plaire et paraître mérite d'être signalée car seule la troisième personne du singulier au présent de l'indicatif porte l'accent : je / tu plais, mais on écrivait il plaît (de ploist). Aux autres formes, en effet, il n'y a pas de /s/ en position appuyante[15].

## Orthographe recommandée depuis 1990
Invoquant des difficultés que représente l'emploi de l'accent circonflexe et des incohérences dans son emploi, les experts représentant les instances francophones compétentes chargées de mettre au point des simplifications de l'orthographe officielle du français ont proposé des rectifications orthographiques en 1990, publiées au Journal officiel de la République française. Le circonflexe devient optionnel sur i et u sauf dans les cas où cela entraîne une ambiguïté (il croît — verbe croitre — garde par exemple son circonflexe pour se différencier d'il croit — verbe croire).
Ces recommandations étaient peu appliquées en France jusqu’en 2005. Elles ont été entérinées en Belgique et au Canada par les Conseils de la langue française ainsi que par le Conseil international de la langue française (pour la francophonie). Depuis 2008, les programmes officiels de l'Éducation nationale française pour l'enseignement primaire se réfèrent à l'orthographe révisée de 1990 comme orthographe de référence. Le basculement entre l’ancienne et la nouvelle graphie semble s’être réalisé en France à partir de 2012 dans le grand public[réf. nécessaire]. Depuis la rentrée 2016, des ouvrages scolaires français utilisent désormais la nouvelle graphie.